# فرجينيا بروكس
فرجينيا بروكس (بالإنجليزية: Virginia Brooks)‏ هي مؤلفة وكاتِبة وسفرجات أمريكية، ولدت في 11 يناير 1886 في شيكاغو في الولايات المتحدة، وتوفيت في 15 يونيو 1929 في بورتلاند في الولايات المتحدة.